# Giani Stuparich
Giani Stuparich (Trieste, 4 de abril de 1891 - Roma, 7 de abril de 1961) fue un escritor italiano.

## Trayectoria
Giani Stuparich nace en Trieste, hijo de madre triestina (Gisella Gentilli) y padre de Lussino (Marco Stuparich). Tras pasar un año en la Universidad de Praga, se traslada a la Universidad de Florencia, donde conoce a otros escritores como Scipio Slataper, que se convertiría en su maestro y amigo. Allí se licencia en literatura italiana con una tesis sobre Maquiavelo.
Al iniciarse la Primera Guerra Mundial, se alista como voluntario en el Primer Regimiento de Granaderos de Cerdeña, junto con su hermano Carlo (que murió en el frente) y su amigo Scipio Slataper. Herido dos veces, fue hecho prisionero e internado en cinco campos de concentración austriacos. Posteriormente recibió la medalla de oro al mérito militar por su actuación en combate. En 1918, Stuparich vuelve a Trieste y se casa con la poeta Elody Oblath, de la que tuvo tres hijos: Giovanna, Giordana y Giancarlo.
Entre 1921 y 1941, enseñó en el instituto Dante Alighieri. Vio con rechazo el éxito del fascismo italiano, y se negó a participar en ninguna de sus manifestaciones. En 1945, fue apresado junto a su mujer y a su madre e internado en la Risiera di San Sabba, aunque fueron liberados sólo una semana después gracias a la intervención del Obispo Santin y del Prefecto de Trieste, Coceani. 
Más tarde formó parte del Comitato Liberazione Nazionale (CLN) de la Resistencia italiana, en el cual se ocupó de la supervisión de los monumentos de Trieste. En 1946 funda el Circolo della Cultura e delle Arti. Durante la posguerra, Stuparich alterna la profesión de periodista con la de escrito, implicándose políticamente a través de conferencias y debates, o en los círculos de escritores y pensadores de su época. Entre sus amigos se contaron los intelectuales y escritores Umberto Saba, Virgilio Giotti, Biagio Marin, Calamandrei o Reiss-Romoli. 
Murió en Roma el 7 de abril de 1961.

## Obra
Sus primeros artículos, publicados en el diario Voce de Prezzolini, tratan de los checos, los eslavos y la situación de la Europa Central bajo el Imperio austrohúngaro. Estos primeros textos se reunieron en el volumen Nazione Ceca, publicado en el 1915 mientras Stuparich estaba en el frente. Después vinieron Colloqui con mio fratello ("Coloquios con mi hermano", 1925), I Racconti ("Cuentos", 1929); Guerra del'15 ("La guerra del 15", 1931) o Donne nella vita di Stefano Premuda ("Mujeres en la vida de Stefano Premuda", 1932). 
En 1933 escribe La Grotta ("La gruta"), un cuento extenso publicado en la revista Occidente y republicado más tarde en 1935 dentro del volumen Nuovi Racconti ("Nuevos cuentos"), gracias al cual ganó el primer premio a la Épica de los Juegos Olímpicos de Londres 1948. En 1941 aparece su primera novela, Ritorneranno ("Volverán"), y en 1942 publica L'Isola (La isla), novela corta considerada como su obra maestra, y que inició su traducción al castellano (en este caso por J. Á. González Sainz).
Después vendrían otros volúmenes de relatos como Pietà del Sole ("Piedad del sol", 1942); Stagioni alla fontana ("Estaciones en la fuente", 1942); Notte sul porto ("Noche sobre el puerto", 1942); Giochi di Fisionomia ("Juegos de fisonomía", 1942); L'altra Riva ("La otra orilla", 1944) o Ginestre ("Genista", 1946). En 1948 publicó Trieste nei miei ricordi ("Trieste en mis recuerdos") y en 1953 su segunda novela, Simone. Piccolo Cabotaggio ("Pequeño cabotaje", 1955) recoge las conversaciones radiofónicas de Stuparich en Radio Trieste. 
En 1955 se publicaron sus Poesías 1944-47 y sus Ricordi Istriani en 1961, obra que fue republicada y ampliada póstumamente en 1964 con una bibliografía crítica a cargo de Anita Pittoni. En 1961, pocos días antes de la muerte del escritor, se publica Il ritorno del padre ("El retorno del padre"), edición a cargo de P. Quarantotti Gambini. 
Stuparich, además de escritor, también llevó a cabo labores de editor: la mayoría de las obras de Scipio Slataper fueron publicadas por él, al igual que Cose ed Ombre di uno de su hermano Carlo o Gli scrittori garibaldini.

## Traducciones al castellano
- La isla, Barcelona, Minúscula, 2008, ISBN 978-84-95587-39-8
- Un año de escuela en Trieste, Minúscula, 2010,  ISBN 978-84-95587-69-5
- Guerra del 15, Minúscula, 2012 ISBN 978-84-95587-85-5

### Adaptaciones cinematográficas
El relato "Un anno di Scuola" (publicado originalmente en I Racconti) fue adaptado por el realizador Franco Giraldi para una representación televisiva emitida por la RAI, con gran éxito, en 1977. Gracias a este éxito, el texto fue rápidamente adoptado por muchas escuelas como lectura obligatoria. También su novela corta L'Isola ("La isla") fue adaptada para televisión en 1979, con dirección de Pino Passalacqua.